# Михеле
Михеле (словен. Mihele) — поселення в общині Хрпелє-Козина, Регіон Обално-крашка, Словенія. Висота над рівнем моря: 424,8 м. Розташоване на кордоні з Італією.